# Idaea filicaria
Idaea filicaria är en fjärilsart som beskrevs av Philogène Auguste Joseph Duponchel 1830. Idaea filicaria ingår i släktet Idaea och familjen mätare. Inga underarter finns listade i Catalogue of Life.